# Казанска катедрала
Казанската катедрала (на руски: Казанский кафедра́льный собор, Собор Казанской иконы Божией Матери) е православен храм в Санкт Петербург, Русия. Храмът е катедрала на Санктпетербургската епархия на Руската православна църква от 2000 година.
Намира се на Невски проспект. Той е сред най-големите православни храмове в града. Дълго време тук се пази светиня на руското православие – иконата на Казанската Богородица.

## Архитектура
Малко преди смъртта си император Павел I (Русия) поръчва изграждането на църква в стил, подобен на базиликата Свети Петър (Рим). Архитектът на събора Андрей Воронихин прави съществени изменение в духа на съвременната му класическа архитектура. Отражение на това пожелание за приликата е изпълнената колонада с 96 колони от северната страна на катедралата. Куполът също напомня за римската катедрала. Колонадата позволява на архитекта Воронихин да реши един основен проблем, съществуващ за строителсвото на храмове на Невския проспект в Петроград. Проспектът преминава от запад на изток, докато при православните здания входът трябва да е от запад, а олтарът на изток. По тъкъв начин църковните съоръжения трябва да са обърнати на една страна спрямо булеварда. Използвайки колонадата става възможно и северната страна на катедралата към Невски проспект да стане парадна.
Куполът на казанския събор е първият голям купол изпълнен от ковано желязо. Той има диаметър 17,7 метра и се състои от два реда железни ребра. Едно важно произведение, включено в архитектурата е северната врата на катедралата, която представлява копие на бронзовите релефи на "Вратите на Рая" на флорентийския баптистерий, създадени от Лоренцо Гиберти. Релефите са отлети по гипсови отливки, съхранявани в леярната на петербургската художествена Академия. За разлика от други православни храмове, които са слабо осветени, в този храв архитектът Воронихин е осигурил естествено осветление като е предвидил 12 големи прозореца, над всеки от които има по още един прозорец. Прозорци има и на купола.
Фасадата на храма е облицована с варовит туф от селището Пудост от Ленинградска област.

### Храм Паметник
Казанският събор е храм паметник на руската войнска слава. През лятото на 1812 г преди заминаването си в действащата армия, в храма пристига Михаил Иларионович Голенишчев-Кутузов, който е назначен за главнокомандващ руската армия за Френско-руската война от 1812 г. През 1813 г тук е погребан прахът на маршал Кутузов, който умира по време на похода в преследване на Наполеон в град Бунцлау (днес Болеславец в Полша). През 1813 – 1814 г. в храма са изложени 107 трофейни знамена и щандарти на разгромените френски полкове, както и 93 ключа на завзетите градове. През 1837 г. на площада пред Казанския събор са поставени паметниците на руските пълководци Михаил Кутузов и Михаи́л Богда́нович Баркла́й-де-То́лли. С това се подчертава значението на храма като мемориален паметник на руската бойна слава.

## Галерия
- Пощенска картичка от 19 в. с Казанската катедрала
- Поглед от Невски проспект
- Поглед от канал Грибоедов
- Поглед към вътрешното оформление
- Поглед към купола
- Интериорът и иконостасът